# Бриштен
Бри́штен (болг. Бръщен) — село в Смолянській області Болгарії. Входить до складу общини Доспат.

## Населення
За даними перепису населення 2011 року у селі проживали 860 осіб.
Національний склад населення села:
| Національність   | Кількість осіб | Відсоток |
| ---------------- | -------------- | -------- |
| болгари          | 568            | 75,6%    |
| інша             | 151            | 20,1%    |
| Всього відповіли | 751            |          |

Розподіл населення за віком у 2011 році:
Динаміка населення: